# نصف‌النهار ۲۶ درجه شرقی
نصف‌النهار ۲۶ درجه شرقی ۲۶مین نصف‌النهار شرقی از گرینویچ است که از لحاظ زمانی ۱ساعت و ۴۴دقیقه با گرینویچ اختلاف زمانی دارد.
این نصف‌النهار از قطب شمال شروع و از مناطق زیر گذشته و به قطب جنوب ختم می‌شود.
- قاره اروپا
- قاره آفریقا
- اقیانوس هند